# Кастро, Сантьяго (футболист, 2004)
Сантья́го Тома́с Ка́стро (исп. Santiago Thomás Castro; род. 18 сентября 2004, Сан-Мартин, Буэнос-Айрес) — аргентинский футболист, нападающий итальянского клуба «Болонья».

## Клубная карьера
Кастро — воспитанник клуба «Велес Сарсфилд». 3 августа 2021 года в матче против «Атлетико Тукуман» он дебютировал в аргентинской Примере. 1 марта 2022 года в поединке Кубка Аргентины против «Чиполлетти» Сантьяго забил свой первый гол за «Велес Сарсфилд».

## Международная карьера
В 2023 году в составе молодёжной сборной Аргентины Кастро принял участие в молодёжном чемпионате Южной Америки в Колумбии. На турнире он сыграл в матчах против сборных Бразилии и Парагвая.

## Достижения
«Болонья»
- Обладатель Кубка Италии: 2024/25